# 949

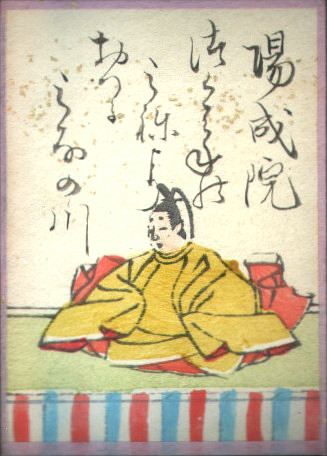
Keizer Yozei (869 - 949)

Het jaar 949 is het 49e jaar in de 10e eeuw volgens de christelijke jaartelling.

## Gebeurtenissen

### Europa
- Abd al-Rahman III, heerser van Córdoba, roept de jihad uit. Hij mobiliseert een groot expeditieleger en verovert de stad Lugo in het noorden van Spanje. Deze inval blijkt een van de verste gebiedsuitbreidingen te zijn die moslims in Spanje ooit hebben uitgevoerd. Hierdoor slaagt Abd al-Rahman III erin zijn militaire macht en politieke invloed te herstellen en zelfs te verstevigen.[1]

### Religie
- Fulcran van Lodève wordt benoemd tot bisschop van Lodève.

## Geboren
- Mathilde II van Essen, Duits abdis (waarschijnlijke datum)

## Overleden
- 14 juni - Dodo I, bisschop van Osnabrück (r. 918 - 949)
- 23 oktober - Yozei (80), keizer van Japan (r. 876 - 884)
- 2 december - Udo van de Wetterau, Duits edelman (r. 914 - 949)
- 10 december - Herman I, hertog van Zwaben (r. 926 - 949)
- Richgowo van Worms, bisschop van Worms (r. 914 - 949)
- Simeon de Nieuwe Theoloog (73), Byzantijns kerkleraar